# 後庵継丸
後庵 継丸（ごあん つぎまる、1954年 - ）は、福岡県を中心に活動するフリーアナウンサーである。
慶應義塾大学法学部卒業後、九州朝日放送アナウンサーとして入社。同期は芦間恵子、富田薫、久村洋子。当初は太平洋クラブ→クラウンライターライオンズのプロ野球中継などを中心としたスポーツアナウンサーだった。
1986年より、テレビの朝の情報ワイドモーニングモーニングを担当。当時、新人女優であった徳永玲子とのコンビが人気を博し、1993年まで担当。その後ラジオの午後ワイド「もっとパラダイス」のパーソナリティーを務めたほか、1995年には、ラジオ・テレビ同時生放送の情報番組「後庵継丸のラジオdeテレビ」などの司会を務めた。

## 現在の出演
- 講演会・シンポジューム司会
- Jリーグ中継・大分トリニータ実況中継（スカパー!用。大分朝日放送委託制作）

## 過去の出演番組
- プロ野球中継
- モーニングモーニング
- もっとパラダイス
- 後庵継丸のラジオdeテレビ